# にしだまちこ
にしだ まちこ（1952年12月5日 - ）は、日本の女優。東京都出身。優企画所属。

## 来歴・人物
1972年、学校法人東放学園に入学。翌年1973年に演劇集団ぐるーぷえいとに入団し、1994年より優企画所属。
1988年、舞台『塩祝申そう』・『鰹群』で第23回紀伊國屋演劇賞を受賞。
身長165 cm。体重58 kg。血液型AB型。特技は三味線、スキー。趣味は映画鑑賞、スキー。ペットに猫を飼っている。好きな色は空色。

## 出演

### テレビドラマ
- 帰ってきたウルトラマン（TBS）
  - 第31話（1971年11月5日） - 看護婦 役
  - 第40話（1972年1月14日） - アベック 役
- 人造人間キカイダー 第33話（1973年2月24日、NET） - アベック 役
- 東芝日曜劇場「女たちの忠臣蔵〜いのち燃ゆる時〜」（1979年12月9日、TBS）
- 金曜女のドラマスペシャル「弁護側の秘密」（1986年9月19日、フジテレビ）
- 連続テレビ小説（NHK）
  - 「君の名は」第131話・第144話（1991年8月30日・9月14日） - 藤川の妻 役[6]
  - 「すずらん」（1999年4月5日 - 10月2日）
- ドラマ新銀河「拝啓自治会長殿」第11話（1995年12月6日、NHK）[7]
- 「さわやか3組」（1997年4月9日 - 1998年3月12日、NHK教育テレビジョン）[8]
- よみうりテレビ制作月曜10時枠連続ドラマ「せいぎのみかた」（1997年4月14日 - 6月23日、日本テレビ）
- 金曜時代劇「しくじり鏡三郎」第1話（1999年4月2日、NHK）[9]
- 「強行帰国〜忘れ去られた花嫁たち〜」（2012年10月1日、TBS）[10]
- 月曜ゴールデン「湯けむりバスツアー 桜庭さやかの事件簿」第5作（2014年4月28日、TBS） - フミ 役[11]
- 月曜名作劇場「税務調査官・窓際太郎の事件簿」第30作（2016年4月11日、TBS） - 通行人 役[12]
- プレミアムドラマ「主婦カツ!」第4話（2018年10月28日、NHK BSプレミアム）
- フジテレビ月曜9時枠の連続ドラマ「SUITS/スーツ」第1シリーズ 第8話（2018年11月26日、フジテレビ） - 瀬川悦子 役[13][14]
- 「相棒」第18シリーズ 第13話（2020年1月22日、テレビ朝日） - 移動スーパーの客 役
- 木曜劇場「アンサング・シンデレラ 病院薬剤師の処方箋」第1話（2020年7月16日、フジテレビ） - 美千代 役
- 水曜ドラマ「ハケンの品格」第2シリーズ 第6話（2020年7月22日、日本テレビ）
- 火曜ドラマ「この恋あたためますか」第8話（2020年12月8日、TBS） - 車椅子の高齢女性 役
- オトナの土ドラ「最高のオバハン 中島ハルコ」第5話（2021年5月9日、フジテレビ） - 千絵 役
- モクドラF「アンラッキーガール!」最終話（2021年12月9日、日本テレビ） - 祖母 役
- 「孤独のグルメ」特別編（2021年12月31日、テレビ東京） - 下総屋・女将 役
- 連続ドラマW 「正体」第3話（2022年3月26日、WOWOW）
- 家政夫のミタゾノ 第5シリーズ 第6話（2022年5月27日、テレビ朝日）
- 元彼の遺言状 第9話（2022年6月7日、フジテレビ） - 桜林 役
- 世にも奇妙な物語 2022年 夏の特別編 「ストーリーテラー」（2022年6月18日、フジテレビ） - 老婦人A 役
- ハヤブサ消防団 第3話（2023年8月3日、テレビ朝日） - 藤本ヒデ子 役
- アンメット ある脳外科医の日記 第8話（2024年6月3日、関西テレビ・フジテレビ） - 里村千代 役
- 潜入兄妹 特殊詐欺特命捜査官 第5話（2024年11月2日、日本テレビ）[15]

### 映画
- 仮面ライダーギーツ×リバイス MOVIEバトルロワイヤル（2022年12月23日） - 奥さん 役

### 舞台
- 「塩祝申そう」
- 「鰹群」
- 「女の声」
- 「アトリエ」
- 「盛装」
- 「夜明けの街」
- 「花も実もあり」
- 「イカイノ物語」
- 「わが町」
- 「桜の樹の下で」
- 「油単」
- 「枯れない人々」

### CM
- アステラス製薬
- NTTドコモ
- 新日本製薬

### その他
- 「追跡!テレビの主役」（テレビ東京）
- 「奇跡体験!アンビリバボー」（フジテレビ）
- 「痛快TV スカッとジャパン」（フジテレビ）
  - 第32回「松坂桃李&IKKO緊急参戦!「ゆるせない～!」」（2015年10月19日）[16]
  - 第132回「近所のガミガミおばさん」（2018年7月2日）[17]
  - 第156回「笹野ばあちゃん降臨!カッコいい大人が解決SP『ショートショートスカッと』」（2019年2月11日）[18]
  - 第162回「大物女優&大物歌手が悪を成敗!2時間SP 『スカッとばあちゃん』」（2019年4月15日）[19]
  - 第243回「スノーマン&声優がドラマに!結末スゴい実話SP『ウソみたいなホントの話』」（2021年6月14日） - 婦人客 役[20]
- 「直撃!シンソウ坂上」第11回「整形を繰り返し15年逃亡…福田和子」（2018年8月2日、フジテレビ）[21]